# Sacramentario Gelasiano

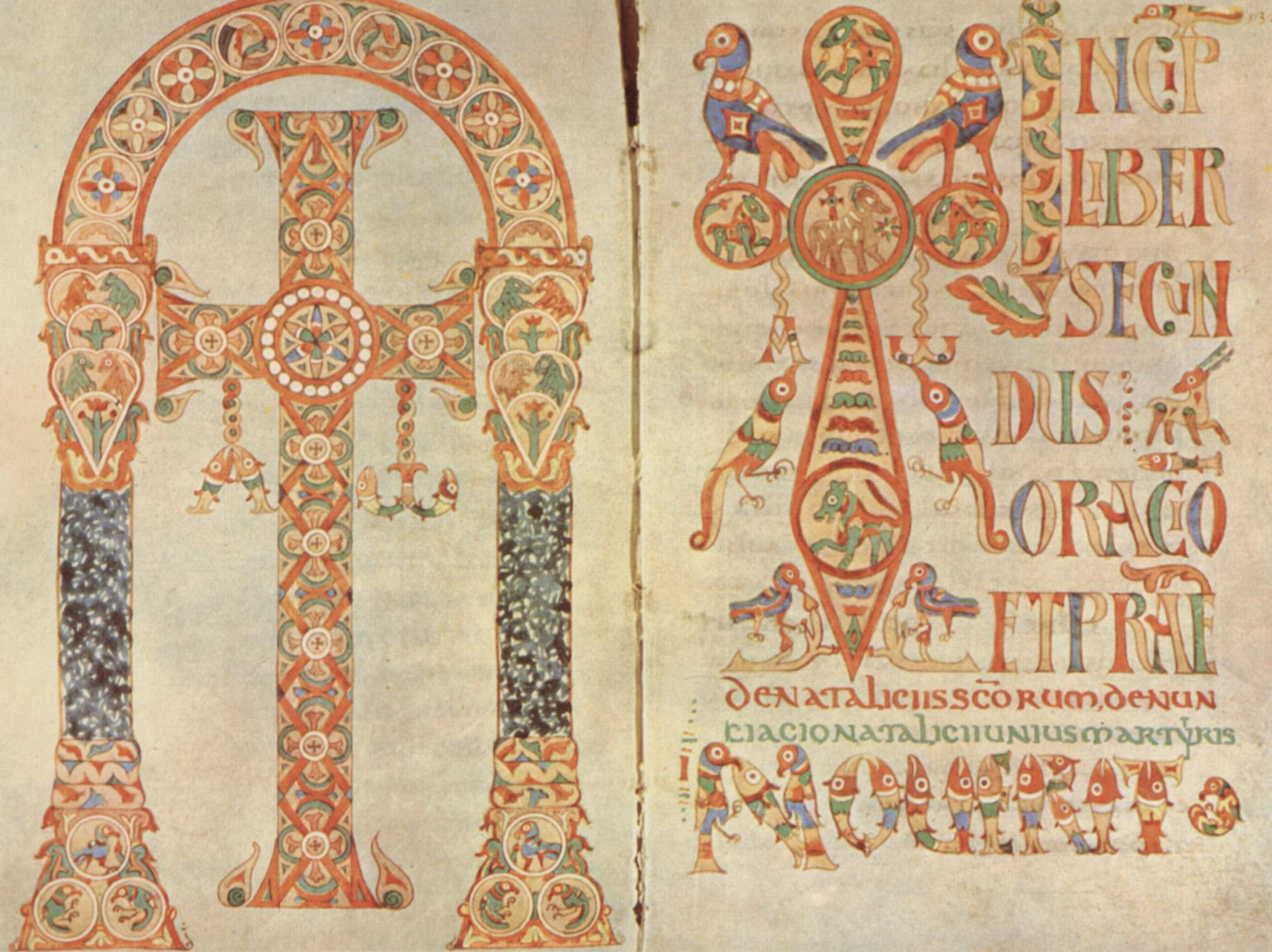
Frontispicio e íncipit del manuscrito Vaticano

El llamado Sacramentario Gelasiano (latino: Sacramentarium Gelasianum) es un antiguo libro de liturgia cristiana, que contiene los ritos para celebrar la Eucaristía. Es el segundo libro litúrgico más viejo de occidente que ha sobrevivido; sólo superado en antigüedad por el Sacramentario de Verona.
El libro sobrevivió a través de varios manuscritos, el más viejo de ellos es un manuscrito del siglo VIII que se encuentra en la Biblioteca del Vaticano, adquirido de la biblioteca de la reina Christina de Suecia (MS. Reginensis lat. 316); en alemán es conocido como Altgelasianum y es considerado el sacramentario utilizado por San Bonifacio en su evangelización por el continente europeo, en siglo VIII. Es el más importante manuscrito ilustrado del periodo merovingio que aún sobrevive. Muestra una síntesis de convenciones artísticas de la antigüedad tardía con elementos del arte germánico del periodo de las migraciones, comparables al arte insular de Gran Bretaña e Irlanda.
El nombre de Gelasio no aparece en ninguno de los manuscritos del libro, el cual, simplemente, se titula Liber sacramentorum Romanae ecclesiae (Libro de los Sacramentos de la Iglesia de Roma). No obstante, una antigua tradición enlaza el libro al papa Gelasio I, aparentemente basado en la atribución que hizo Walafrido Strabo al papa del siglo V. El sacramentario fue recopilado cerca de París alrededor del año 750, y  contiene una mezcla de elementos romanos y gálicos. La datación de los contenidos litúrgicos no se basa en las características físicas y estilísticas del manuscrito (el cual data de ca. 750), ya que la mayoría de la liturgia empleada refleja una mezcla de prácticas romanas y gálicas heredadas de la iglesia merovingia. Dichas prácticas anteceden a los cambios litúrgicos introducidos hacia el año 785, cuando el papa Adriano I entregó a Carlomagno las reformas de Gregorio I para ser aplicadas dentro de su imperio. De ahí que este documento sea un importante testimonio de la liturgia pre gregoriana. La adscripción espuria al papa Gelasio debió servir para otorgarle autoridad a los contenidos.
Diversos ritos estaban vigentes en occidente antes del siglo VIII. Los dos más influyente fueron el rito romano, usado en Italia, al sur de Lombardía; y el galicano, empleado en casi todo el resto de Europa occidental, salvo en Iberia y las islas británicas. Hacia el año 700 la influencia del sacramentario romano había modificado el uso galicano. Esta mezcla de ritos es la que se encuentra presente en el Sacramentario gelasiano, luego sustituido por el sacramentario gregoriano.
El Sacramentario gelasiano consta de tres partes conforme a los ritos pre gregorianos: aquella correspondiente al año litúrgico, esto es, a los ritos de misas dominicales y fiestas (Liber primus. Missae de anni circulo); la de oraciones, ritos y bendiciones de la pila bautismal y de los óleos (Liber secundus, de nataliciis sanctorum orationes et preces); y las oraciones de dedicación de iglesias y para la recepción monjas (Liber tertius. De dominicis et cottidianis missis atque de diversis causis).